# Perilampus fulvicornis
Perilampus fulvicornis is een vliesvleugelig insect uit de familie Perilampidae. De wetenschappelijke naam is voor het eerst geldig gepubliceerd in 1886 door Ashmead.